# The Derelict and the Man
The Derelict and the Man è un cortometraggio muto del 1914 scritto e diretto da Leslie T. Peacocke.

## Produzione
Il film fu prodotto dalla Victor Film Company.

## Distribuzione
Distribuito dall'Universal Film Manufacturing Company, il film - un cortometraggio in due bobine - uscì nelle sale cinematografiche USA il 4 settembre 1914.